# Apomys veluzi
Apomys veluzi és una espècie de mamífer rosegador de la família dels múrids. És endèmic de l'illa de Mindoro (Filipines), on ha estat trobat a altituds d'entre 710 i 1.325 msnm. Els seus hàbitats naturals són els boscos, tant montans com de plana. Té una llargada de cap a gropa de 129,1 mm. Els mascles (57-65 g) i les femelles (57-66 g) pesen més o menys el mateix. El nom específic veluzi li fou assignat en honor de Maria Josefa «Sweepea» Veluz, mastòloga del Museu Nacional d'Història Natural de les Filipines. Com que fou descoberta fa poc, encara no se n'ha avaluat l'estat de conservació.